# 반일 종족주의
《반일 종족주의》(反日 種族主義)는 이영훈, 김낙년, 김용삼, 주익종, 정안기, 이우연이 저술한 책이다. 2019년 7월 10일에 미래사에서 출간되었다. 부제는 〈대한민국 위기의 근원〉이다.

## 제목
이영훈은 이 책의 제목을 민족주의가 아니라 종족주의로 결정한 이유에 대하여 "서양에서 발생한 민족주의는 중세적인 보편주의를 넘어서 지방의 언어라든가 문화에 기초했다. 자유인, 자유로운 개인의 새로운 공동체 의식이 바로 민족주의다"라고 주장하며, "한국의 민족주의는 그 자체가 하나의 인격을 갖는 집단이자 권력이자 신분이다. 그래서 민족주의라고 볼 수가 없다. 종족주의라고 보는 게 맞다"라고 설명하였다.

## 논란
조국은 페이스북을 통하여 이 책이 "일제 식민지배 기간에 강제동원과 식량 수탈, 위안부 성노예화 등 반인권적, 반인륜적 만행은 없었다고 주장한다"며 "이런 구역질나는 책을 낼 자유가 있다면, 시민들은 이들을 ‘친일파’라고 부를 자유가 있다"라고 비난하였다.
홍준표 또한 페이스북을 통하여 이 책이 “토지조사 사업, 쇠말뚝, 위안부 문제 등 우리의 상식에 어긋나고 오히려 일본의 식민사관 주장과 맞아 떨어지는 것 아닌가”라며 “보수우파의 기본 생각에도 어긋나는 내용”이라고 지적하고, “왜 이 책을 보수 유튜버가 띄우는지 이해가 되지 않는다”고 평가하였다. 참고로 홍준표의 아버지는 징용 출신으로 홍준표 역시 "징용에 끌려갔다 살아오신 내 아버님이 말해줬던 참상과 너무 다르다."고 주장했다.

## 한국에서의 비판과 논란
일본 출신으로 한국에 귀화한 호사카 유지가 반일종족주의를 비판한 <신친일파>를 출판했다.
기미야 다다시 도쿄대 교수는 2020년 인터뷰에서, 역사관 자체가 다양해지는건 좋은 일이지만, 이 책의 역사인식이 균형적이라고 생각하진 않는다고 말하며, "이 책은 정치적인 선언 이상도 이하도 아니다. 한일 관계를 진지하게 다룬다기보다는 자신들이 싫어하는 세력의 대일관을 진보 정권 비판의 도구로 이용한 데 불과하다. 이 책에서는 어떤 한일 관계를 구상할 것인가 고민에 찬 지적 격투의 모습도 찾아볼 수 없다. '한국 사회는 왜 이토록 비합리적인 반일인가'하는 의문을 가진 일본인에게 그것은 일본의 책임이라기보다는 한국에 내재하는 문제라고 주장하는 이 책은 일본인에게 일본의 책임을 면죄해 주는 기분 좋은 것일지 모른다.", "허나 한국인은 거짓말쟁이로 시작하는 자학관을 한국 정통 보수세력이 지지할 리 없다. 일본 사회는 극단적인 논의를 ‘소비’할 게 아니라, 이런 대일관이 한국 내에서 극소수에 불과하다는 사실을 깨달아야 한다. 그리고 왜 이런 의견이 극소수인지 그 이유를 일본 스스로의 책임으로 삼아야 하는 것이다. 이 책을 ‘드디어 한국에서 나온 제대로 된 역사서’라고 치켜세우는 일본 일부 논단의 자세가 걱정스럽다. 형편없는 혐한론이 서점에 넘쳐나고, TV에서 일본 예찬이 넘쳐나는 일본 사회와 비교하면 이런 자국 비판의 책이 주목받고 읽히는 한국 사회가 어쩌면 훨씬 건강한지도 모르겠다."라고 주장했다.

## 판매
이 책은 사람들의 관심을 받아 2019년 8월 11일 예스24 종합 베스트셀러 1위, 교보문고(온오프라인 통합)에서는 10일 종합 베스트셀러 1위, 알라딘에서도 10일 종합 베스트셀러 1위를 기록하였다. 1년이 지난 2020년 기준 약 11만부가 판매되었다.

## 같이 보기
- 친일파
- 한일 분쟁